# Traditional Unionist Voice
Traditional Unionist Voice (TUV) (irisch Glór Traidisiúnta Aontachtach) ist eine unionistische Partei in Nordirland. Die Partei wurde am 7. Dezember 2007 als Abspaltung von der Democratic Unionist Party (DUP) gegründet. Grund für die Abspaltung war Unzufriedenheit mit dem Abkommen von St Andrews vom Oktober 2006, in dem sich die DUP bereit erklärt hatte, unter bestimmten Bedingungen in der künftigen Regierung Nordirlands mit der irisch-republikanischen Sinn Féin zusammenzuarbeiten. Der Gründer und Vorsitzender der Partei ist Jim Allister, ein ehemaliges DUP-Mitglied des Europäischen Parlaments und seit 2011 eines von 108 Mitgliedern der Nordirland-Versammlung.
Politisch vertritt die TUV unionistische Standpunkte und lehnt die im Karfreitagsabkommen von 1998 bzw. erneut im Abkommen von St. Andrews 2006 getroffene Vereinbarung ab, dass die in der Nordirland-Versammlung vertretenen Parteien anteilig in der Regierung Nordirlands vertreten sein müssen („Koalitionszwang“), ab.

## Wahlergebnisse
Die Wahlergebnisse in der folgenden Tabelle sind jeweils (auch für die gesamt-britischen Wahlen) auf Nordirland bezogen. Unterhauswahlen erfolgten durchgehend nach Mehrheitswahlrecht, Wahlen zur Nordirland-Versammlung ab 1998 und Wahlen zum Europaparlament nach Präferenzwahlrecht.
| Jahr | Wahl                        | Stimmenanteil      | Sitze |
| ---- | --------------------------- | ------------------ | ----- |
| 2009 | Europawahl 2009             | 13,5 %             | 0/3   |
| 2010 | Unterhauswahl 2010          | 3,9 %              | 0/18  |
| 2011 | Nordirland-Versammlung 2011 | 2,5 %              | 1/108 |
| 2014 | Europawahl 2014             | 12,1 %             | 0/3   |
| 2015 | Unterhauswahl 2015          | 2,3 %              | 0/18  |
| 2016 | Nordirland-Versammlung 2016 | 3,4 %              | 1/108 |
| 2017 | Nordirland-Versammlung 2017 | 2,6 %              | 1/90  |
| 2017 | Unterhauswahl 2017          | 0,4 %              | 0/18  |
| 2019 | Europawahl 2019             | 10,8 %             | 0/3   |
| 2019 | Unterhauswahl 2019          | nicht teilgenommen | 0/18  |
| 2022 | Nordirland-Versammlung 2022 | 7,6 %              | 1/90  |
| 2024 | Unterhauswahl 2024          | 6,2 %              | 1/18  |